# (400208) 2007 BZ35
(400208) 2007 BZ35 es un asteroide perteneciente al cinturón de asteroides, descubierto el 13 de diciembre de 2006 por el equipo del Mount Lemmon Survey desde el Observatorio del Monte Lemmon, Arizona, Estados Unidos.

## Designación y nombre
Designado provisionalmente como 2007 BZ35.

## Características orbitales
2007 BZ35 está situado a una distancia media del Sol de 3,091 ua, pudiendo alejarse hasta 3,381 ua y acercarse hasta 2,801 ua. Su excentricidad es 0,093 y la inclinación orbital 16,88 grados. Emplea 1985,29 días en completar una órbita alrededor del Sol.

## Características físicas
La magnitud absoluta de 2007 BZ35 es 16,1.